# 미야가와 데쓰
미야가와 데쓰(일본어: 宮川 哲, 1995년 10월 10일~)는 일본의 프로 야구 선수이며, 현재 센트럴 리그인 도쿄 야쿠르트 스왈로스의 소속 선수(투수)이다. 나라현 이코마시 출신이다.

## 상세 정보

### 출신 학교
- 도카이 대학 야마가타 고등학교
- 조부 대학

### 선수 경력
- 도시바
- 사이타마 세이부 라이온스(2020년~2023년)
- 도쿄 야쿠르트 스왈로스(2024년~)

### 개인 기록
- 첫 등판: 2020년 6월 20일, 대 홋카이도 닛폰햄 파이터스 2차전(메트라이프 돔), 8회초에 3번째 투수로서 구원 등판, 1이닝 무실점
- 첫 탈삼진: 상동, 8회초에 오타 다이시부터 헛스윙 삼진
- 첫 홀드: 2020년 7월 3일, 대 오릭스 버펄로스 4차전(메트라이프 돔), 10회초에 5번째 투수로서 구원 등판, 1/3이닝 무실점
- 첫 승리: 2020년 10월 1일, 대 오릭스 버펄로스 21차전(교세라 돔 오사카), 7회말에 3번째 투수로서 구원 등판, 1이닝 무실점
- 첫 세이브: 2022년 7월 5일, 대 오릭스 버펄로스 13차전(교세라 돔 오사카), 12회말에 7번째 투수로서 구원 등판·마무리, 1이닝 무실점
- 첫 선발 등판·첫 선발 승리: 2023년 6월 1일, 대 한신 타이거스 3차전(베루나 돔), 5이닝 1실점

### 등번호
- 15(2020년~2023년)[주 1]
- 61(2024년~)

### 연도별 투수 성적
| 연 도     | 소 속     | 등 판 | 선 발 | 완 투 | 완 봉 | 무 4 구 | 승 리 | 패 전 | 세 이 브 | 홀 드 | 승 률 | 타 자 | 이 닝 | 피 안 타 | 피 홈 런 | 볼 넷 | 고 4 | 몸 맞 | 탈 삼 진 | 폭 투 | 보 크 | 실 점 | 자 책 점 | 평 자 책 | W H I P |
| --------- | --------- | ----- | ----- | ----- | ----- | ------- | ----- | ----- | -------- | ----- | ----- | ----- | ----- | -------- | -------- | ----- | ---- | ----- | -------- | ----- | ----- | ----- | -------- | -------- | ------- |
| 2020년    | 세이부    | 49    | 0     | 0     | 0     | 0       | 2     | 1     | 0        | 13    | .667  | 202   | 44.2  | 40       | 1        | 29    | 0    | 1     | 45       | 3     | 0     | 21    | 19       | 3.83     | 1.54    |
| 2021년    | 세이부    | 29    | 0     | 0     | 0     | 0       | 1     | 2     | 0        | 6     | .333  | 117   | 24.2  | 23       | 4        | 18    | 0    | 3     | 30       | 5     | 0     | 18    | 18       | 6.57     | 1.66    |
| 2022년    | 세이부    | 45    | 0     | 0     | 0     | 0       | 1     | 0     | 1        | 1     | 1.000 | 205   | 48.2  | 46       | 3        | 19    | 1    | 0     | 44       | 3     | 0     | 17    | 14       | 2.59     | 1.34    |
| 2023년    | 세이부    | 4     | 4     | 0     | 0     | 0       | 1     | 2     | 0        | 0     | .333  | 83    | 16.1  | 23       | 3        | 13    | 0    | 2     | 9        | 1     | 0     | 13    | 13       | 7.16     | 2.20    |
| 2024년    | 야쿠르트  | 4     | 0     | 0     | 0     | 0       | 0     | 0     | 0        | 0     | ----  | 21    | 4.0   | 9        | 0        | 1     | 0    | 0     | 4        | 0     | 0     | 3     | 3        | 6.75     | 2.50    |
| 통산: 5년 | 통산: 5년 | 131   | 4     | 0     | 0     | 0       | 5     | 5     | 1        | 20    | .500  | 628   | 138.1 | 141      | 11       | 80    | 1    | 6     | 132      | 12    | 0     | 72    | 67       | 4.36     | 1.60    |

- 2024년 시즌 종료 기준.

### 연도별 수비 성적
| 연도 | 소속     | 투수  | 투수  | 투수  | 투수  | 투수  | 투수     |
| 연도 | 소속     | 경 기 | 척 살 | 보 살 | 실 책 | 병 살 | 수 비 율 |
| ---- | -------- | ----- | ----- | ----- | ----- | ----- | -------- |
| 2020 | 세이부   | 49    | 3     | 4     | 0     | 0     | 1.000    |
| 2021 | 세이부   | 29    | 1     | 1     | 0     | 0     | 1.000    |
| 2022 | 세이부   | 45    | 2     | 8     | 0     | 0     | 1.000    |
| 2023 | 세이부   | 4     | 2     | 2     | 0     | 1     | 1.000    |
| 2024 | 야쿠르트 | 4     | 0     | 1     | 0     | 0     | 1.000    |
| 통산 | 통산     | 131   | 8     | 16    | 0     | 1     | 1.000    |

- 2024년 시즌 종료 기준.

### 내용주
1. ↑  2024년 시즌부터 등번호를 34번으로 변경했다는 내용의 2023년 12월 5일에 발표됐지만 같은 달 15일 야쿠르트로의 트레이드 공시 때 등번호는 15번인 채로 있어서[2], 세이부에서의 34번을 사용하는 일은 없었다.

### 참고주
1. ↑  “ヤクルト - 契約更改 - プロ野球”. 《닛칸 스포츠》. 2024년 11월 17일에 확인함.
2. ↑  トレード 日本野球機構、2024年1月26日閲覧